# Ahmed Hassan al-Bakr
Ahmed Hassan al-Bakr (tiếng Ả Rập: أحمد حسن البكر) (1 tháng 7 năm 1914 - 4 tháng 10 năm 1982) Ông là tổng thống thứ tư của Cộng hòa Iraq từ ngày 17 tháng 7 năm 1968 đến ngày 16 tháng 7 năm 1979. Ông là thành viên lãnh đạo của Đảng Baath. Ông cũng từng giữ chức Thủ tướng Iraq trong thời gian từ ngày 8 tháng 2 năm 1963 đến ngày 18 tháng 11 năm 1963.
Al-Bakr xuất hiện lần đầu tiên sau Cách mạng 14 tháng 7 lật đổ chế độ quân chủ. Sau đó, Al-Bakr trở thành người đứng đầu bộ phận quân sự của chi nhánh Đảng Ba'ath ở Iraq. Thông qua văn phòng này, ông đã tuyển dụng các thành viên cho Đảng Baath. Cho đến khi Thủ tướng Abdul Karim Qasim bị lật đổ trong cuộc đảo chính tháng Hai; Al-Bakr được bổ nhiệm làm Thủ tướng, sau đó là Phó Tổng thống Iraq trong chính phủ liên minh. Chính phủ đầu tiên của ông tồn tại chưa đầy một năm và bị lật đổ vào tháng 11 năm 1963.
Al-Bakr trở lại nắm quyền trong một cuộc đảo chính quân sự do phe Baathist lãnh đạo, do Ahmed Hassan Al-Bakr lãnh đạo, vào ngày 17 tháng 7 năm 1968, đưa ông lên làm tổng thống của nước cộng hòa. al-Bakr dần mất quyền lực vào tay Saddam vào những năm 1970, khi Saddam củng cố vị trí của mình trong đảng và nhà nước thông qua các cơ quan an ninh. Năm 1979, Al-Bakr từ chức mọi chức vụ công. Ông mất năm 1982 vì những lý do không được công bố.